# 赵增二
武仙座79，又名BD+24 3218，HD 160181、SAO 85264、HR 6571，是武仙座的一颗恒星，视星等为5.77，位于銀經48.12，銀緯26.41，其B1900.0坐标为赤經17h 33m 23.9s，赤緯+24° 26.41′ 10″。